# Knossos

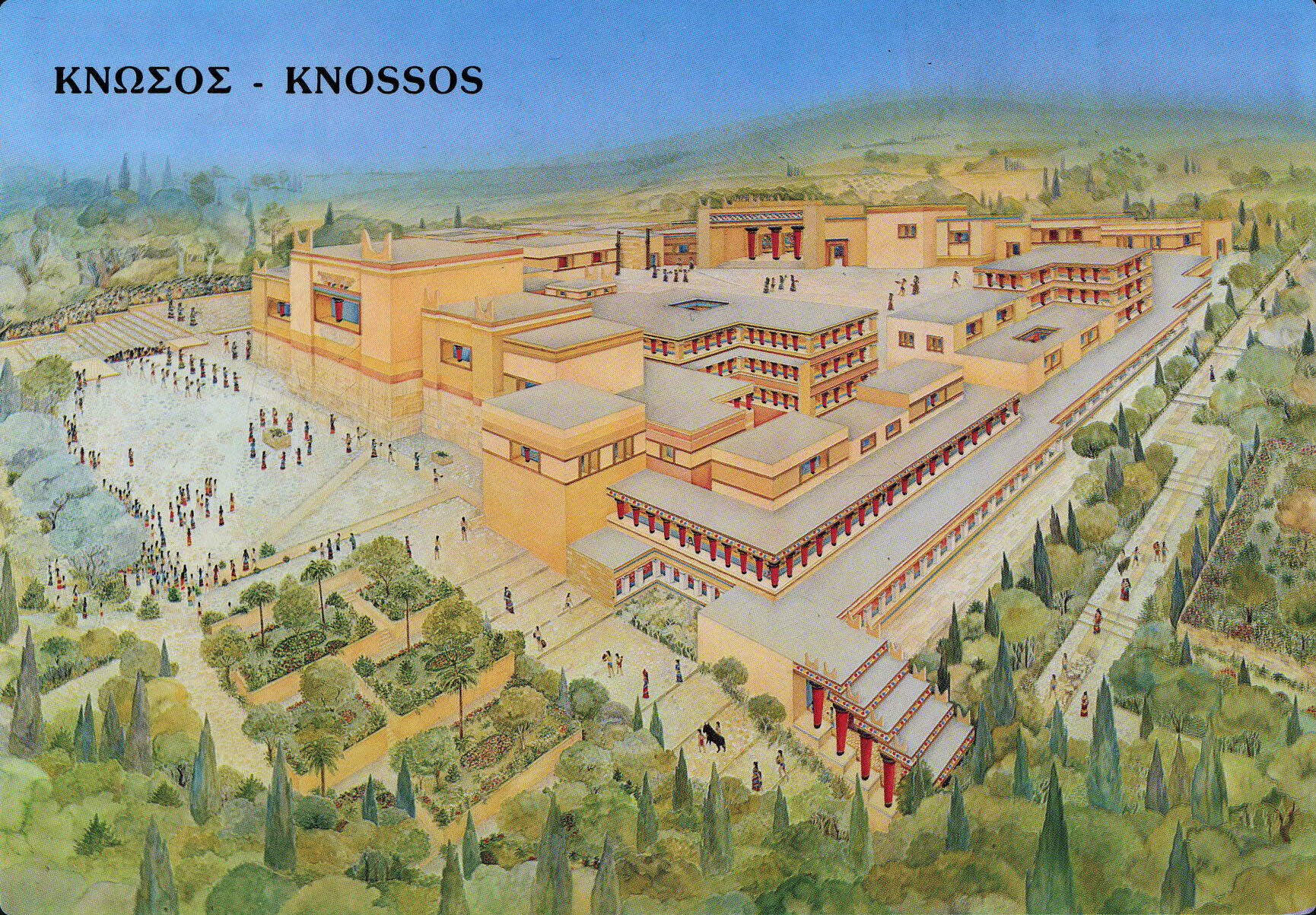
Reconstructietekening

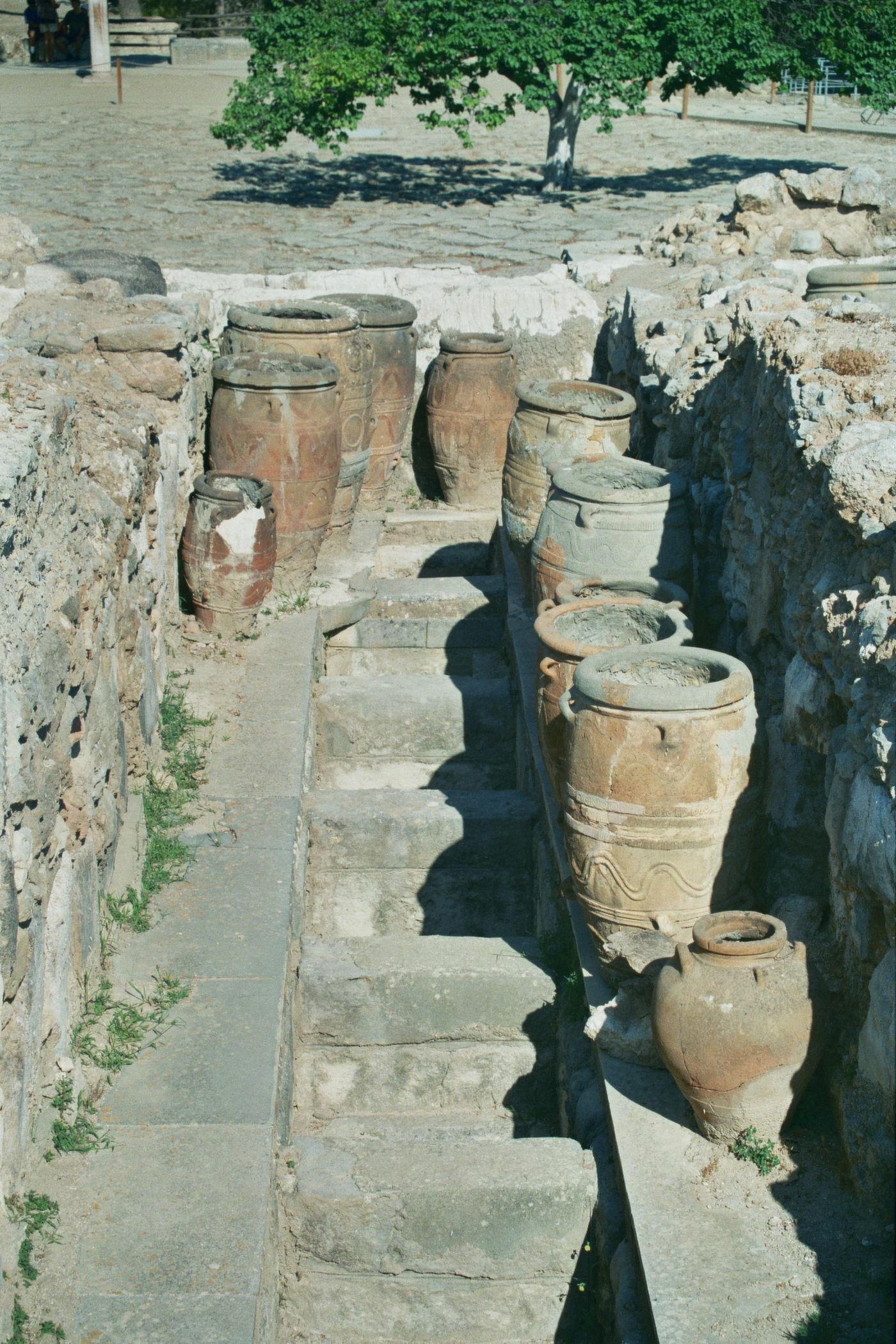
Een van de keldermagazijnen waar graan werd opgeslagen in putten en vloeistoffen in pithoi, aardewerken vaten.

Knossos (Grieks: Κνω(σ)σός Knōs(s)ós) is een plaats en archeologische opgraving op het eiland Kreta. Opgravingen door Arthur Evans, die hij tussen 1900 en 1931 deed, hebben er het grootste paleis van de Minoïsche beschaving blootgelegd, als middelpunt van wat de eerste stad van Europa is genoemd. De vroegste bewoning was een neolithisch dorp vanaf ongeveer 7000 v.Chr., maar het hoogtepunt situeerde zich in de bronstijd. Knossos werd rond 1450 v.Chr. verwoest en overgenomen door de Mykeners. Het paleis werd enkele generaties nadien verlaten, al werd Knossos enige tijd later herbevolkt. Het was ook in de klassieke, hellenistische en Romeinse periode een Kretenzische stad van belang, tot de bewoners in de 9e eeuw naar het huidige Iraklion verhuisden.
Sinds 2025 staat de archeologische site op de Unesco-Werelderfgoedlijst als een van de Minoïsche paleiscentra.

## Mythologie
Knossos was volgens de Griekse mythologie de stad van koning Minos, die een labyrint liet bouwen om zijn stiefzoon de Minotaurus een huis te geven, een hybride wezen met een menselijk lichaam en de kop en staart van een stier. De architect ervan, Daedalus, bouwde ook een danspodium voor Minos' dochter Ariadne. Hij zou in Egypte hebben geleerd hoe hij moest bronsgieten en beelden maken. De Atheense koningszoon Theseus doodde de Minotaurus en bevrijdde zo zijn stad van de periodieke kinderoffers. Het paleis met het labyrint en de cultus om stieren van Knossos in de tijd van de Minoïsche beschaving klinken mogelijk in deze mythen door.

## Opgravingen
In de 19e eeuw werd vaak materiaal van een terrein iets ten zuiden van de Kretenzische hoofdstad Iraklion gebruikt om huizen te bouwen in die stad. Vermoed werd dat op dat terrein de resten lagen van het kolossale Minoïsche paleis van Knossos. Arthur John Evans vond het in 1878 de moeite waard om te onderzoeken wat voor gebouw hier had gestaan, voordat alle sporen door de huizenbouw waren uitgewist. Hij begon met opgravingen bij Knossos en het werd al snel duidelijk dat hier een Minoïsch paleis had gestaan. Hij veronderstelde dat dat het paleis van Minos was en meende dat er een kern van waarheid moest zitten in de verhalen over de Minoïsche beschaving op Kreta. 'Minos' zou de titel zijn geweest voor 'koning'. Het was gebruikelijk in de klassieke oudheid om jonge mensen van naburige, vooral ondergeschikte, koninkrijken te laten overkomen om aan het hof te leven. Deze transactie gold tegelijk als een soort bezegeling van een vredesverdrag en men kon het jaarlijks schenken van jonge mensen aan het hof ook als een vorm van tribuut beschouwen.
Bij de opgravingen werd de westelijke vleugel van het paleis ontdekt. Men vond er veel aardewerk, vazen en kannen en de beroemde stierenfresco.
Het onderzoek werd na de Tweede Wereldoorlog voortgezet en de hele opgraving beslaat 2,5 hectare.
Behalve het paleis zelf, werd er aan de overkant van de huidige weg een klein paleis gevonden, en op andere plekken een koninklijke villa, enkele Minoïsche villa's en een tempelgraf, maar deze zijn niet voor het publiek opengesteld. 

## Het paleis

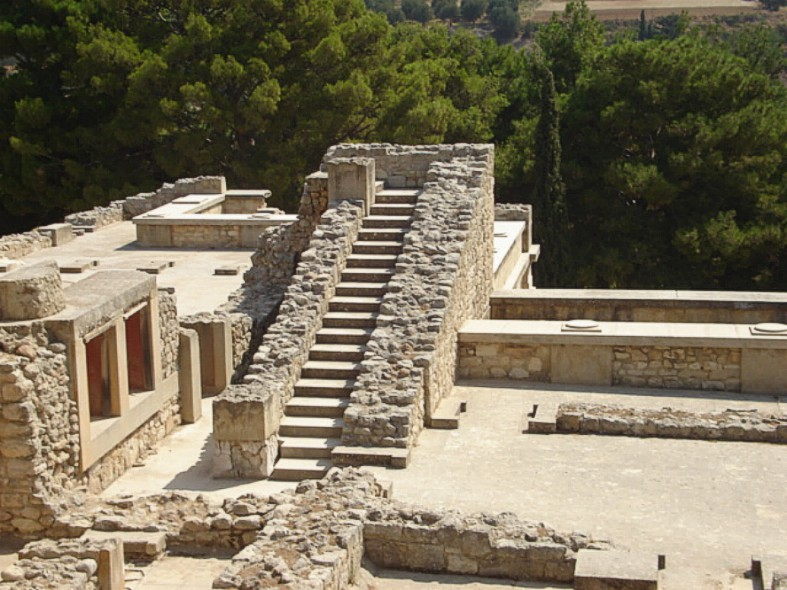
Paleis

Op de Kefala-heuvel, ongeveer honderd meter boven de zeespiegel en vijf km van de oude haven Poros-Katsabas, lag het paleis van Knossos. Het werd gebouwd in 1950-1800 v.Chr. en werd meer dan eens omgebouwd totdat het omstreeks 1300 v.Chr. definitief werd verwoest. 

### Centrale plein
Het paleis is volgens moderne archeologen in een drietal fasen rondom een centraal plein opgebouwd. De functie van dit plein zou voor volksvergaderingen zijn geweest, eventueel gekoppeld aan festivals. De brede trappen zouden vooral zit- of staanplaatsen zijn geweest. Later is het plein door meer gebouwen omringd en ten slotte werd de noordelijke ingang door een poortcomplex afgesloten. Dit laatste zou zijn gebeurd in de tijd dat er zich een veiligheidsprobleem begon voor te doen, toen om die reden ook de heiligdommen op de hoogten werden gelegd. De reden daarvoor zou komst van plunderende volken van overzee zijn geweest en wordt aan het begin van de Myceense beschaving gesitueerd.

### Vondsten
Een van de belangrijke vondsten is het beeld van 34 cm grootte van de Slangengodin, die in beide handen dus een slang houdt. De armpjes zitten in feite los en kunnen worden verdraaid en ook het hoofd staat er los op. Het beeld bevindt zich tegenwoordig in Archeologisch Museum Iraklion. Behalve de 'troonzaal' zijn er kleine kamertjes met cachetten, verborgen opbergruimten onder de grond, gevonden, die met beelden van godinnen of priesteressen waren gevuld. Evans heeft er in 1901 de drie gipsfragmenten gevonden waaruit het fresco de prins van de lelies is gereconstrueerd. Sommigen beweren dan ook dat Knossos geen paleis was, de stelling waar Evans aanvankelijk van uitging, maar een tempel. Anderen zijn dan weer van mening dat het een collectieve opslagplaats van goederen, vooral voedselreserves, was die centraal werd beheerd. Zoals het door Herodotus is beschreven was het in ieder geval een enorm bouwwerk met honderden kamers.

### Oppervlak en grondplan
Archeologen van de Katholieke Universiteit Leuven hebben ontdekt dat er een vaste verhouding is tussen de oppervlakte van dergelijke 'paleizen' en de omvang van de bijhorende woonplaats. Omdat Knossos in de klassieke oudheid een van de grootste woonplaatsen was, die er is geweest, zou daar ook een paleis van dergelijke omvang zijn te vinden.
Opvallend is de overeenkomst van het grondplan van dit paleis met dat van het paleis in Mari. Dit brengt op zichzelf al het idee van een labyrint tot leven. Het woord zou verband houden met een epitheton van de Egyptische koningen in de periode van de Minoïsche beschaving.

### Verwoestingen
De verwoestingen die zich rond 1700 v.Chr. op Kreta voordeden, lijken Knossos niet zwaar te hebben getroffen. Het eerste paleis kende eerder graduele transformaties in fasen. Er zijn aanwijzingen, zoals brandsporen, dat er rond 1450 v.Chr. in Knossos delen verloren zijn gegaan, zij het wellicht in mindere mate dan elders op het eiland. Een grote aardbeving zou hiervoor verantwoordelijk zijn geweest.
De uiteindelijke verwoesting, moeilijk te dateren, wordt vaak rond 1300 v.Chr. gesitueerd. Daarbij heeft een stadsbrand waarschijnlijk een rol gespeeld, omdat er met vuur kleitabletten werden gebakken. Als de verwoesting met een aardbeving te maken had, moeten er ook andere oorzaken zijn geweest waarom Knossos niet zoals eerder werd heropgebouwd.

### Restauratie

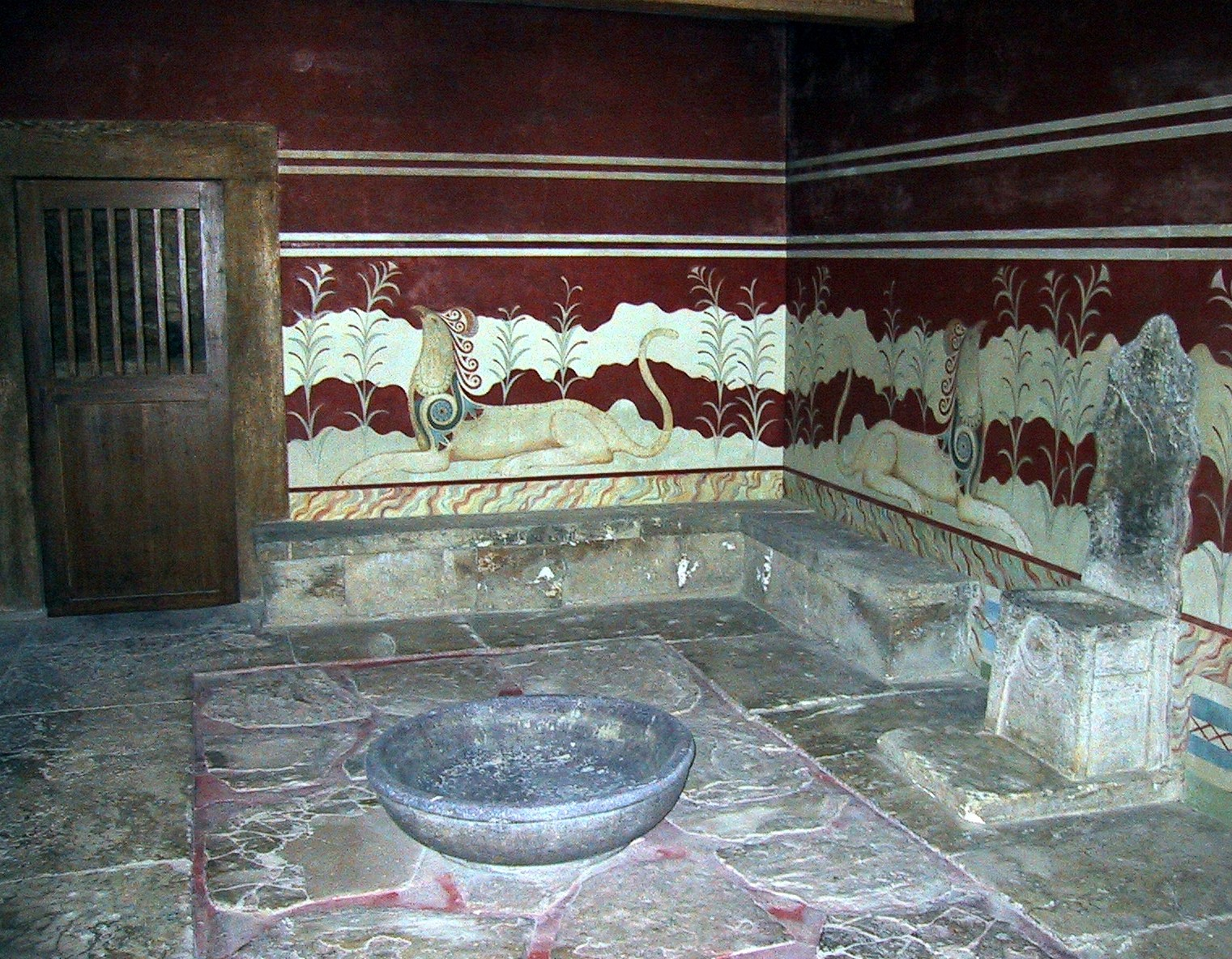
Troonzaal

Evans kocht in 1899 de grond om opgravingen te kunnen doen. Hij begon vrijwel direct met het opgraven en restaureren van wat hij het paleis noemde en ging hier tot 1931 mee door. Vrijwel het hele paleis is in die periode blootgelegd en zijn er veel vondsten gedaan. Aardewerk en vazen, maar ook de oudste geplaveide weg van Europa, badkuipen en schoolbanken. 
Evans heeft daarna op de ruïnes het enorme paleis voor een deel weer opgebouwd, zoals hij vermoedde dat het er moest hebben uitgezien. Het bestond oorspronkelijk uit een stenen bouwwerk als drager van muren van tegels uit leemsteen, waarboven balken waren gelegd. Maar die zijn ooit door brand verwoest en de tegels zijn vervolgens door de regen vergaan. Evans heeft onder andere de houten balken door betonnen balken vervangen. Over de manier waarop hij Knossos restaureerde zijn de meningen verdeeld. Hij ging tewerk met enige verbeelding en maakte veel gebruik van beton en staal. Critici voeren aan dat zijn reconstructie meer over de art deco van de jaren 20 zegt dan over de Minoïsche beschaving.